# Robert Gałązka
Robert Rafał Gałązka (ur. 14 lipca 1937 w Warszawie, zm. 14 kwietnia 2021 tamże) – polski naukowiec, profesor nauk fizycznych zajmujący się fizyką ciała stałego, profesor zwyczajny w Instytucie Fizyki PAN, członek rzeczywisty Polskiej Akademii Nauk (od 2010).

## Życiorys
W 1960 ukończył studia na Wydziale Fizyki Uniwersytetu Warszawskiego. Od 1961 był pracownikiem Instytutu Fizyki PAN. W 1966 roku otrzymał stopień naukowy doktora z zakresu fizyki, a w 1972 roku stopień doktora habilitowanego. W 1980 uzyskał tytuł profesora nadzwyczajnego, w 1988 roku profesora zwyczajnego. W latach 1982–1986 był zastępcą Dyrektora Instytutu Fizyki PAN ds. Naukowych, w latach 1999–2003 dyrektorem Instytutu. Był także kierownikiem Oddziału Fizyki Półprzewodników Instytutu Fizyki PAN.
i
W 1999 został członkiem korespondentem, w 2010 członkiem rzeczywistym Polskiej Akademii Nauk, w 2009 został członkiem zwyczajnym Towarzystwa Naukowego Warszawskiego. W latach 1990–2003 był przewodniczącym Komitetu Badań Kosmicznych i Satelitarnych przy Prezydium PAN (1990–2003), w latach 2007–2012 przewodniczącym Komitetu Fizyki PAN.
W latach 1997–1999 i 2003–2014 wchodził w skład Centralnej Komisji do Spraw Stopni i Tytułów, (Sekcja V – Nauk Matematycznych, Fizycznych, Chemicznych i Nauk o Ziemi).
Autor 220 prac naukowych publikowanych w międzynarodowych czasopismach naukowych, np. Physical Review Letters, Physical Review B, Journal of Physics C, Journal of Crystal Growth, i innych.
W 2012 roku został członkiem prezydium komitetu naukowego konferencji poświęconej badaniom katastrofy polskiego Tu-154 w Smoleńsku metodami nauk ścisłych.
W 1978 został odznaczony Krzyżem Kawalerskim, a w 2013 Krzyżem Oficerskim Orderu Odrodzenia Polski. Jest także laureatem Medalu Mariana Smoluchowskiego (2007).